# Miss Brasil 1949
Miss Brasil 1949 trata-se da primeira edição do tradicional concurso Miss Brasil, porém não oficial, isto é, não era o concurso que definia a representante brasileira no tradicional concurso de Miss Universo. Foi realizada no dia 12 de Junho de 1949 no Palácio Quitandinha, Petrópolis, no então estado do Rio de Janeiro. O certame nacional visava eleger uma mulher da alta classe brasileira que pudesse representar a beleza da mulher brasileira na mídia local. Jussara Marquez, de Goiás, foi eleita a primeira detentora do título da história.

## Resultados
| Colocação        | Estado e Candidata                          |
| Miss Brasil 1949 | - Goiás - Jussara Marques                   |
| 2º. Lugar        | - Rio de Janeiro - Marina Cunha             |
| 3º. Lugar        | - São Paulo - Margarida Frussa              |
| 4º. Lugar        | - Amazonas - Maria Amália Ferreira          |
| 5º. Lugar        | - Pernambuco - Maria Auxiliadora Manguinhos |

### Premiações Especiais
- O concurso ainda não realizava premiações especiais para as candidatas.

## Candidatas
| Num. | Estado                   | Candidata                    |
| 01   | Territorio do Rio Branco | Glória Blenner               |
| 02   | Amazonas                 | Maria Amália Ferreira        |
| 03   | Espírito Santo           | Yedda Finamore               |
| 04   | Guanabara                | Cora Laterça                 |
| 05   | Rio de Janeiro           | Marina Cunha                 |
| 06   | Goiás                    | Jussara Marques              |
| 07   | Maranhão                 | Norma Guedes                 |
| 08   | Minas Gerais             | Maria da Glória Drummond     |
| 09   | Pará                     | Brigitte Riebsch             |
| 10   | Paraná                   | Josemary Caldeira            |
| 11   | Pernambuco               | Maria Auxiliadora Manguinhos |
| 12   | Rio Grande do Sul        | Myriam Hartz                 |
| 13   | São Paulo                | Margarida Frussa             |